# 14.ª etapa da Volta a Espanha de 2017
A 14.ª etapa da Volta a Espanha de 2017 teve lugar a 2 de setembro de 2017 entre Écija e Serra de la Pandera sobre um percurso de montanha de 175 km.

## Classificação da etapa
| \| Classificação por etapas \| Classificação por etapas \| Classificação por etapas \| Classificação por etapas \| Classificação por etapas \| \| Ciclista \| Ciclista \| Equipe \| Tempo \| \| \| ------------------------ \| ------------------------ \| ------------------------ \| ------------------------ \| ------------------------ \| \| 1. \| Rafał Majka \| Bora-Hansgrohe \| 4h42m10s \| \| \| 2. \| Miguel Ángel López \| Astana \| + 27s \| \| \| 3. \| Vincenzo Nibali \| Bahrain-Merida \| + 31s \| \| \| 4. \| Chris Froome \| Team Sky \| + 31s \| \| \| 5. \| Ilnur Zakarin \| Katusha-Alpecin \| + 31s \| \| \| 6. \| Wilco Kelderman \| Team Sunweb \| + 31s \| \| \| 7. \| Alberto Contador \| Trek-Segafredo \| + 37s \| \| \| 8. \| Wout Poels \| Team Sky \| + 48s \| \| \| 9. \| Esteban Chaves \| Orica-Scott \| + 57s \| \| \| 10. \| Fabio Aru \| Astana \| + 1m03s \| \| |                    |                 |          |
| |                    |                 |          |
| Fonte: ProCyclingStats |                    |                 |          |
| Classificação por etapas |                    |                 |          |
| Ciclista | Ciclista           | Equipe          | Tempo    |
| 1. | Rafał Majka        | Bora-Hansgrohe  | 4h42m10s |
| 2. | Miguel Ángel López | Astana          | + 27s    |
| 3. | Vincenzo Nibali    | Bahrain-Merida  | + 31s    |
| 4. | Chris Froome       | Team Sky        | + 31s    |
| 5. | Ilnur Zakarin      | Katusha-Alpecin | + 31s    |
| 6. | Wilco Kelderman    | Team Sunweb     | + 31s    |
| 7. | Alberto Contador   | Trek-Segafredo  | + 37s    |
| 8. | Wout Poels         | Team Sky        | + 48s    |
| 9. | Esteban Chaves     | Orica-Scott     | + 57s    |
| 10. | Fabio Aru          | Astana          | + 1m03s  |

## Classificações ao final da etapa

### Classificação geral
| \| Classificação geral \| Classificação geral \| Classificação geral \| Classificação geral \| Classificação geral \| \| Ciclista \| Ciclista \| Equipe \| Tempo \| \| \| ------------------- \| ------------------- \| ------------------- \| ------------------- \| ------------------- \| \| 1. \| Chris Froome \| Team Sky \| 58h30m47s \| \| \| 2. \| Vincenzo Nibali \| Bahrain-Merida \| + 55s \| \| \| 3. \| Wilco Kelderman \| Team Sunweb \| + 2m17s \| \| \| 4. \| Ilnur Zakarin \| Katusha-Alpecin \| + 2m25s \| \| \| 5. \| Esteban Chaves \| Orica-Scott \| + 2m39s \| \| \| 6. \| Fabio Aru \| Astana \| + 3m09s \| \| \| 7. \| David de la Cruz \| Quick-Step Floors \| + 3m11s \| \| \| 8. \| Alberto Contador \| Trek-Segafredo \| + 3m19s \| \| \| 9. \| Michael Woods \| Cannondale-Drapac \| + 3m23s \| \| \| 10. \| Miguel Ángel López \| Astana \| + 3m48s \| \| |                    |                   |           |
| |                    |                   |           |
| Fonte: ProCyclingStats |                    |                   |           |
| Classificação geral |                    |                   |           |
| Ciclista | Ciclista           | Equipe            | Tempo     |
| 1. | Chris Froome       | Team Sky          | 58h30m47s |
| 2. | Vincenzo Nibali    | Bahrain-Merida    | + 55s     |
| 3. | Wilco Kelderman    | Team Sunweb       | + 2m17s   |
| 4. | Ilnur Zakarin      | Katusha-Alpecin   | + 2m25s   |
| 5. | Esteban Chaves     | Orica-Scott       | + 2m39s   |
| 6. | Fabio Aru          | Astana            | + 3m09s   |
| 7. | David de la Cruz   | Quick-Step Floors | + 3m11s   |
| 8. | Alberto Contador   | Trek-Segafredo    | + 3m19s   |
| 9. | Michael Woods      | Cannondale-Drapac | + 3m23s   |
| 10. | Miguel Ángel López | Astana            | + 3m48s   |

### Classificação por pontos
| Classificação por pontos | Classificação por pontos | Classificação por pontos | Classificação por pontos | Classificação por pontos |
| Ciclista                 | Ciclista                 | Equipe                   | Pontos                   |                          |
| ------------------------ | ------------------------ | ------------------------ | ------------------------ | ------------------------ |
| 1.                       | Matteo Trentin           | Quick-Step Floors        | 103 pts                  |                          |
| 2.                       | Chris Froome             | Team Sky                 | 98 pts                   |                          |
| 3.                       | Vincenzo Nibali          | Bahrain-Merida           | 79 pts                   |                          |
| 4.                       | Paweł Poljański          | Bora-Hansgrohe           | 58 pts                   |                          |
| 5.                       | José Joaquín Rojas       | Movistar Team            | 57 pts                   |                          |
| 6.                       | Tomasz Marczyński        | Lotto-Soudal             | 54 pts                   |                          |
| 7.                       | Miguel Ángel López       | Astana                   | 49 pts                   |                          |
| 8.                       | Matej Mohorič            | UAE Team Emirates        | 47 pts                   |                          |
| 9.                       | Esteban Chaves           | Orica-Scott              | 47 pts                   |                          |
| 10.                      | Wilco Kelderman          | Team Sunweb              | 46 pts                   |                          |

### Classificação por equipas
| Classificação por equipes | Classificação por equipes | Classificação por equipes | Classificação por equipes |
| Equipe                    | Equipe                    | Tempo                     |                           |
| ------------------------- | ------------------------- | ------------------------- | ------------------------- |
| 1.                        | Astana                    | 175h04m49s                |                           |
| 2.                        | Sky                       | + 9m19s                   |                           |
| 3.                        | Movistar Team             | + 17m31s                  |                           |
| 4.                        | UAE Team Emirates         | + 31m51s                  |                           |
| 5.                        | Orica-Scott               | + 59m35s                  |                           |
| 6.                        | Caja Rural-Seguros RGA    | + 1h05m20s                |                           |
| 7.                        | Lotto NL-Jumbo            | + 1h11m29s                |                           |
| 8.                        | Bahrain-Merida            | + 1h20m15s                |                           |
| 9.                        | BMC Racing Team           | + 1h22m30s                |                           |
| 10.                       | Trek-Segafredo            | + 1h35m51s                |                           |